# Pierres de Dare

Une représentation artistique de l'une des pierres de Dare.

Les pierres de Dare (en anglais : Dare Stones) sont un ensemble de pierres sur lesquelles sont écrits des messages, prétendument par des colons anglais, membres de la colonie perdue de l'île Roanoke au large de la Caroline du Nord.
Les colons ont été vus pour la dernière fois en 1587, lorsque John White, gouverneur de la colonie, rentre en Angleterre pour s'approvisionner. Le retour de White est retardé jusqu'en 1590 et il découvre à son arrivée que tous les colons sont partis. Un message laconique indique qu'ils ont déménagé ailleurs, mais les mauvaises conditions météorologiques obligent White à abandonner les recherches. Aucune trace ultérieure des colons n'est jamais trouvée.
Les pierres prétendent rendre compte de ce qui est arrivé aux colons et seraient les créations d'Eleanor Dare (en), fille de John White et mère de Virginia Dare, la première enfant d'origine anglaise à être née en Amérique du Nord. Le doute sur leur origine et la véracité des messages questionnent les chercheurs, qui n'excluent pas une falsification élaborée.